# Saint-Gilles-les-Forêts
Saint-Gilles-les-Forêts é uma comuna francesa na região administrativa da Nova Aquitânia, no departamento de Alto Vienne. Estende-se por uma área de 8,28 km². Em 2010 a comuna tinha 47 habitantes (densidade: 5,7 hab./km²).